# اسمیلاکس کالیفرنیا
اسمیلاکس کالیفرنیا (نام علمی: Smilax californica) نام یک گونه از سرده ازملک است.